# Летний дворец королевы Анны
Летний дворец королевы Анны в Праге (чеш. letohrádek královny Anny) — одна из построек в Королевском саду около Пражского града в стиле итальянского Возрождения, сооружена в 1538—1563 годах архитекторами Джованни Спацио (Giovanni Spazio) и Паоло делла Стелла (Paolo della Stella). Другое название — пражский Бельведер, поскольку здание находится на возвышенности, с которой открывается «прекрасный вид» на город.

## История
Строительство началось по воле Фердинанда I в 1538 году для его жены Анны Ягеллонки. Согласно недавним исследованиям рельефов мифологическая программа говорит о силе самодержавной власти, то есть власти Габсбургов в Центральной Европе. Такую программу нельзя ожидать на постройке, предназначенной для частной жизни жены правителя, а скорее для репрезентативных целей.
Строительство началось в апреле 1538 года при участии итальянского строителя Джованни Спацио (Giovanni Spazio) и известного итальянского архитектора и скульптора Паоло делла Стелла (Paolo della Stella), который постепенно вытеснил Спацио. Сначала вместо Спацио приступил к работе рекомендованный Стелла Giovanni Maria Aostalli, потом (в 1551 году) руководить постройкой стал сам Стелла. После его смерти в 1552 году его место занял южногерманский строитель Ганс Тироль (Hans Tirol). После 1556 года постройку заканчивал Бонифац Вольмут.
Длительные сроки строительства обусловлены прежде всего пожаром Пражского града в 1541 году, после которого работы остановились, также повлияли изменения планов в 1554 году, когда было решено достроить второй этаж. Автор проекта в точности неизвестен, но в большинстве авторитетных источников называется Стелла. Второй этаж спроектировал вероятно Бонифац Вольмут.
Это одна из первых ренессансных построек на территории Чехии и Моравии. В то время такое здание, прямоугольное в плане и имеющее галереи со всех сторон, своей концепцией было новаторским.

## Архитектура
По типу архитектурной композиции здание относится к разновидности загородных италийских вилл (лат. Villa suburbana), разработанной Андреа Палладио. В то время дворец называли по-итальянски бельведером, по-немецки «lusthaus» или чешским словом «letohrádek», подразумевая, что постройка являлась частью большого сада и была предназначена для церемоний двора, но не была приспособлена для жилья. Летний дворец был частью Королевского сада.
Прямоугольное двухэтажное здание со всех сторон окружено типично итальянской «аркадой по колоннам» ионического ордера. Его план представляет собой прямоугольник 54,5 × 21,5 м, окруженный колоннадой с 6 колоннами по коротким сторонам и 14 колоннами по длинным сторонам; два входа расположены на севере и западе. В антрвольтах аркады находятся упомянутые рельефы. Рельефная (орнаментальная и фигурная) декорация находится также на цоколях колонн, на фризе галерей, в десюдепортах (над дверями) и над окнами. Над аркадой размещена терраса, в которую можно попасть со второго этажа здания. Она решена с помощью дорического ордера, в нарушение ордерной суперпозиции. Кроме окон ритм второго этажа создаётся нишами. Крышу составляет уникальная плотницкая конструкция, напоминающая своей формой перевёрнутое днище корабля — так называемая килевидная кровля.
В парке перед летним дворцом расположен известный Поющий фонтан(чеш.), отлитый из бронзы в 1568 году брненским железных дел мастером Томашем Ярошем (Tomáš Jaroš) по чертежам итальянского автора Франческо Терци (Francesco Terzi).

## Дальнейшая судьба
В летнем дворце император Рудольф II расположил свою знаменитую кунсткамеру. Помещения двора были оборудованы под обсерваторию, там проводил свои наблюдения астроном Тихо Браге.
Во время правления Иосифа II были значительно перестроены интерьеры.
В конце XVIII века дворец занимали австрийские воинские части. Поэтому в 1836 году потребовалась значительная реставрация помещений, при которой были значительно изменены интерьеры и частично внешний вид здания. В частности, на месте крайнего зала была построена большая лестница. Главный зал был оформлен картинами на исторические сюжеты по проекту живописца Кристиана Рубена.
При реконструкции 1989 года у кровельных конструкций произошло возгорание, в результате чего пострадало медное покрытие.
В наше время дворец служит для проведения выставок изобразительного искусства. Иногда здание используют для официальных мероприятий президента Республики.
Дворец доступен для осмотра с апреля до октября, как и весь Королевский сад.